# حزب التضامن الجرينلاندي
حزب التضامن الجرينلاندي، (بالجرينلاندية: Atassut)، حزب سياسي ليبرالي محافظ  في جرينلاند بالدنمارك.